# Літень
Літень, Літені (рум. Liteni) — місто у повіті Сучава в Румунії.

## Географія
Місто розташоване на відстані 344 км на північ від Бухареста, 25 км на південний схід від Сучави, 89 км на північний захід від Ясс.

## Адміністративний устрій
Адміністративно місту підпорядковані такі села (дані про населення за 2002 рік):
- Верчикань (139 осіб)
- Корнь (819 осіб)
- Ротунда (2273 особи)
- Рошкань (1184 особи)
- Сіліштя (859 осіб)

## Населення
За даними перепису населення 2002 року у місті проживала 9851 особа.
Національний склад населення міста:
| Національність | Кількість осіб | Відсоток |
| -------------- | -------------- | -------- |
| румуни         | 9833           | 99,8%    |
| цигани         | 17             | 0,2%     |

Рідною мовою назвали:
| Мова      | Кількість осіб | Відсоток |
| --------- | -------------- | -------- |
| румунська | 9837           | 99,9%    |
| циганська | 13             | 0,1%     |

Склад населення міста за віросповіданням:
| Релігія            | Кількість осіб | Відсоток |
| ------------------ | -------------- | -------- |
| православні        | 9507           | 96,5%    |
| п'ятдесятники      | 126            | 1,3%     |
| бретрени           | 55             | 0,6%     |
| адвентисти         | 24             | 0,2%     |
| баптисти           | 6              | 0,1%     |
| мусульмани         | 3              | < 0,1%   |
| римо-католики      | 1              | < 0,1%   |
| юдеї               | 1              | < 0,1%   |
| не вказали релігію | 3              | < 0,1%   |

## Зовнішні посилання
- Дані про місто Літень на сайті Ghidul Primăriilor